# ツインバード
株式会社ツインバード（ツインバード、英: TWINBIRD CORPORATION）は、新潟県燕市に本社を置く、調理家電や照明器具、掃除機などの製造販売を主とする電機メーカーである。

## 概要
「ツインバード」は同社のブランド名。家電製品が主でスタンド照明では国内第2位。ギフト用品でも一定のシェアを占めており、超音波洗浄器も強い。ジェネリック家電メーカーのひとつ。
手回し発電ラジオや防水CDプレイヤー、防水テレビ、空気清浄機、風呂場でも映像が楽しめる防水DVDプレイヤー、PND、ワンセグ音声が聴けるホームラジオといった、大手電機メーカーでは製品にしないスキマ商品を企画・開発することで有名である。

## 沿革
- 1951年（昭和26年）3月 - 野水電化被膜工業所創業。
- 1962年（昭和37年）4月 - 野水電化株式会社設立。
- 1979年（昭和54年）4月 - ツインバード工業株式会社に商号変更。
- 1996年（平成8年）2月 - 新潟証券取引所上場。
- 2000年（平成12年）3月 - 東京証券取引所2部上場（新潟証券取引所が東京証券取引所に吸収合併されたため、編入上場）。
- 2007年（平成19年）6月 - 北日本物産株式会社の全株を、北日本物産株式会社に譲渡（連結子会社が一旦無くなる）。
- 2011年（平成23年）1月 - 双鳥電器（深圳）有限公司設立[2]（100%子会社。連結子会社、特定子会社に該当）。
- 2012年（平成24年）4月 - 新年度からの決算期変更（3月25日→2月末日）予定を公表[3]（同年6月の株主総会に付議）。
- 2015年（平成27年）3月2日 - 東京支社「日本橋ゲートオフィス」を開設[4]。
- 2022年（令和4年）10月13日 - 株式会社ツインバードに商号変更。

## その他
- 家電製品、生活雑貨製品（ギフト）のほかに、自動車用フロントマスク（グリルなど）などのメッキ（電化被膜）生産も行っている。
- かつて1990年代後半に新潟放送のJNNフラッシュニュースのローカルスポンサーを務めていたこともあったが、現在はテレビCMを放送していない。
- 2012年、本社が燕市にあることから、“ツバメ”つながりで東京ヤクルトスワローズのオフィシャルスポンサーを務めており、主催試合でのヒーロー賞の提供をしている。また燕市ではヤクルト球団のキャラクター「つば九郎」と地元のスワローズファンとともに「スワローズライスファームプロジェクト」と銘打った、燕市内の田んぼに於いて田植えと稲刈りを行うイベントを実施している。

## テレビ番組
- 日経スペシャル カンブリア宮殿 台頭する新興家電メーカー① ～便利なユニーク家電：ツインバード（2017年8月24日、テレビ東京）[5]

## 出版

### 関連書籍
- 『時代はフォローの風 ネットワーク型企業ツインバード工業の挑戦』（著者:野水重勝）（1995年11月30日、ダイヤモンド社）ISBN 9784478311417
- 『ツインバードのものづくり 新潟の小さな町工場は、なぜ年商100億円を超える家電メーカーになれたのか』（2022年10月15日、プレジデント社）ISBN 9784833424677